# 森光
森光（日语：／ Mori Hikaru，1999年7月7日—），日本女子蹦床运动员，2018年亚洲运动会女子个人银牌得主、2019年世界蹦床锦标赛女子个人网上和女子团体网上金牌得主。